# 小金城趾駅

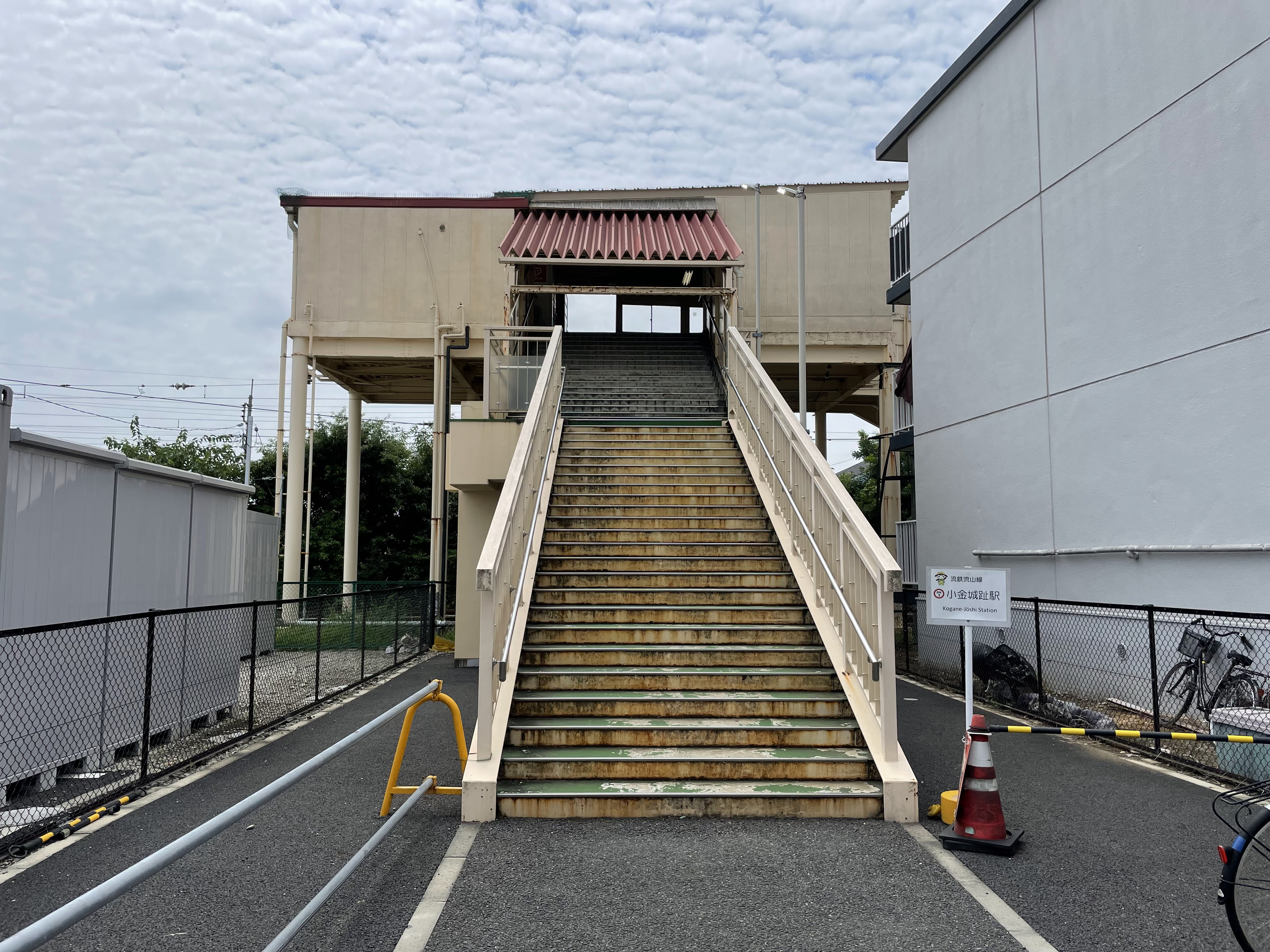
大金平側出入口（2022年8月）

小金城趾駅（こがねじょうしえき）は、千葉県松戸市大金平（おおがねだいら）にある、流鉄流山線の駅である。駅番号はRN3。

## 歴史
1954年（昭和29年）9月1日に合併するまでは東葛飾郡小金町の区域内であり、駅名は小金城の跡（小金城趾）に由来する。
- 1953年（昭和28年）12月24日 - 開業[1]。
- 1967年（昭和42年）7月1日 - 流山寄りに移転、交換設備新設[1]。
- 2015年（平成27年） - 駅と接続する大金平県営住宅は耐震性の問題により改修が検討されたが、その後解体を行う方針となり[2]、2015年6月下旬から解体[3]、駅舎のみの単独施設となる。

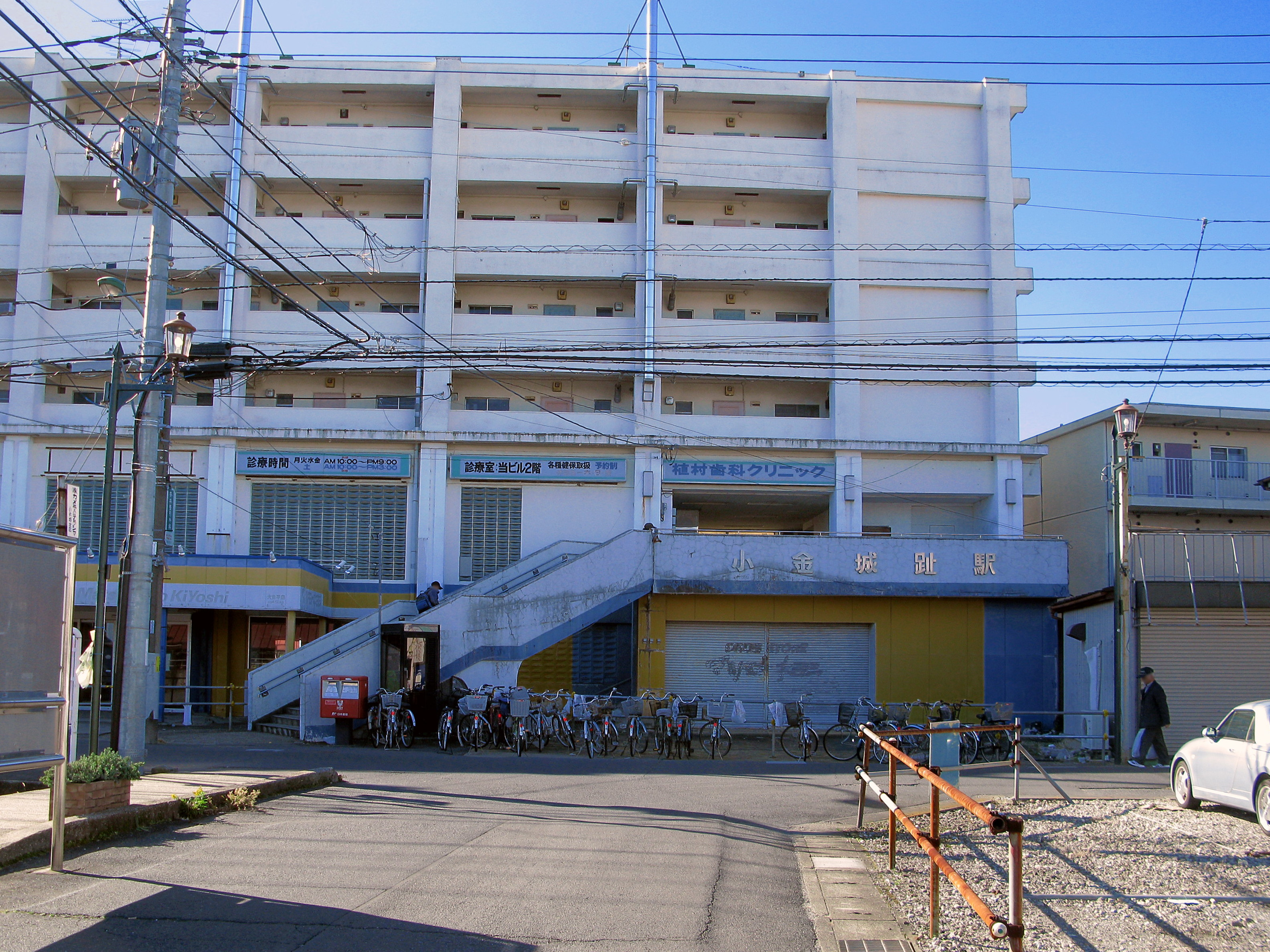
大金平県営住宅解体前の駅舎（2012年12月）
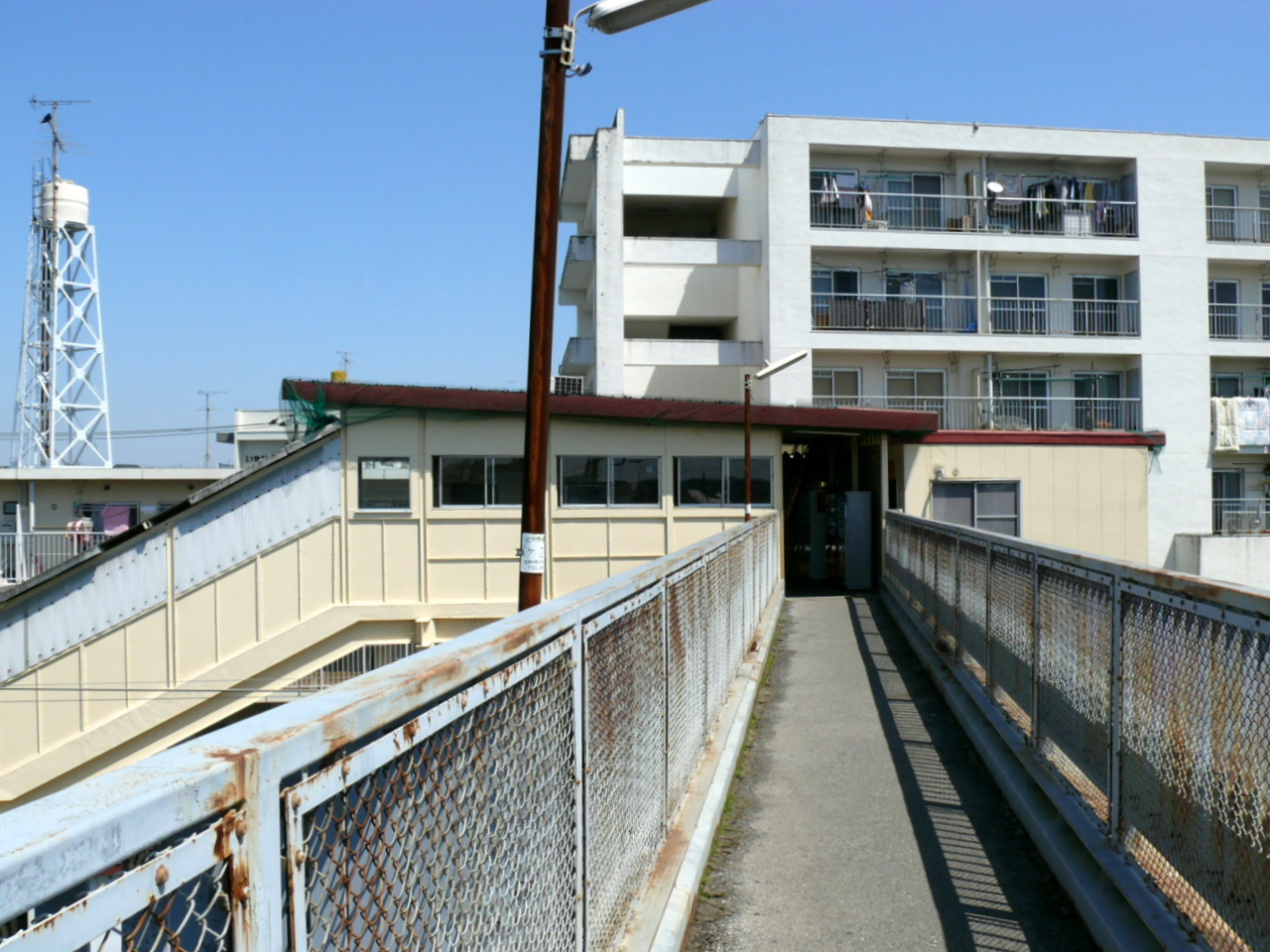
大金平県営住宅解体前の横須賀側出入口（2009年4月）

## 駅構造
島式1面2線ホームを持つ地上駅。流山線で唯一交換可能な駅である。早朝・深夜の一部列車を除く全ての列車が列車交換を行っている。
かつて駅舎は北東側にある大金平県営住宅と一体的な造りであったが、後に駅舎反対側を繋ぐ歩道橋と接続した際に跨線橋の上部で出札・集札が行われるようになった。旧駅舎は駅出口の一つ（大金平側）として使用されていたが、県営住宅は耐震性の問題により2015年（平成27年）に解体されて地上部への階段だけとなり、完全な橋上駅舎となった。
1967年（昭和42年）に現在地へ移転するまでは、馬橋寄りの場所（大谷口集落の入口付近）に位置していた。

### のりば
| 乗り場 | 路線   | 方向 | 行先     |
| ------ | ------ | ---- | -------- |
| 1      | 流山線 | 上り | 馬橋方面 |
| 2      | 流山線 | 下り | 流山方面 |

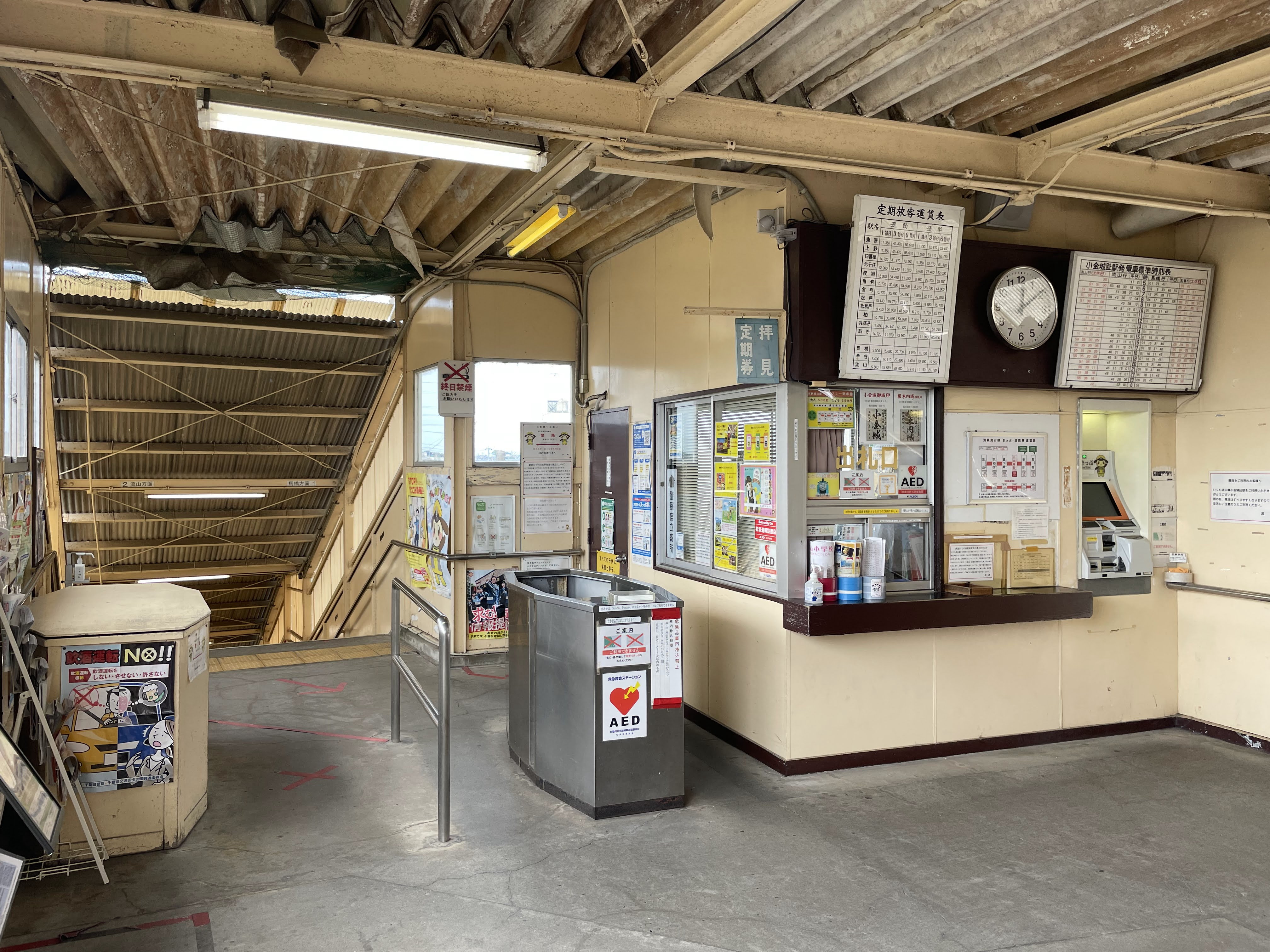
出入場口（集札のみ実施）と出札口（2022年8月）
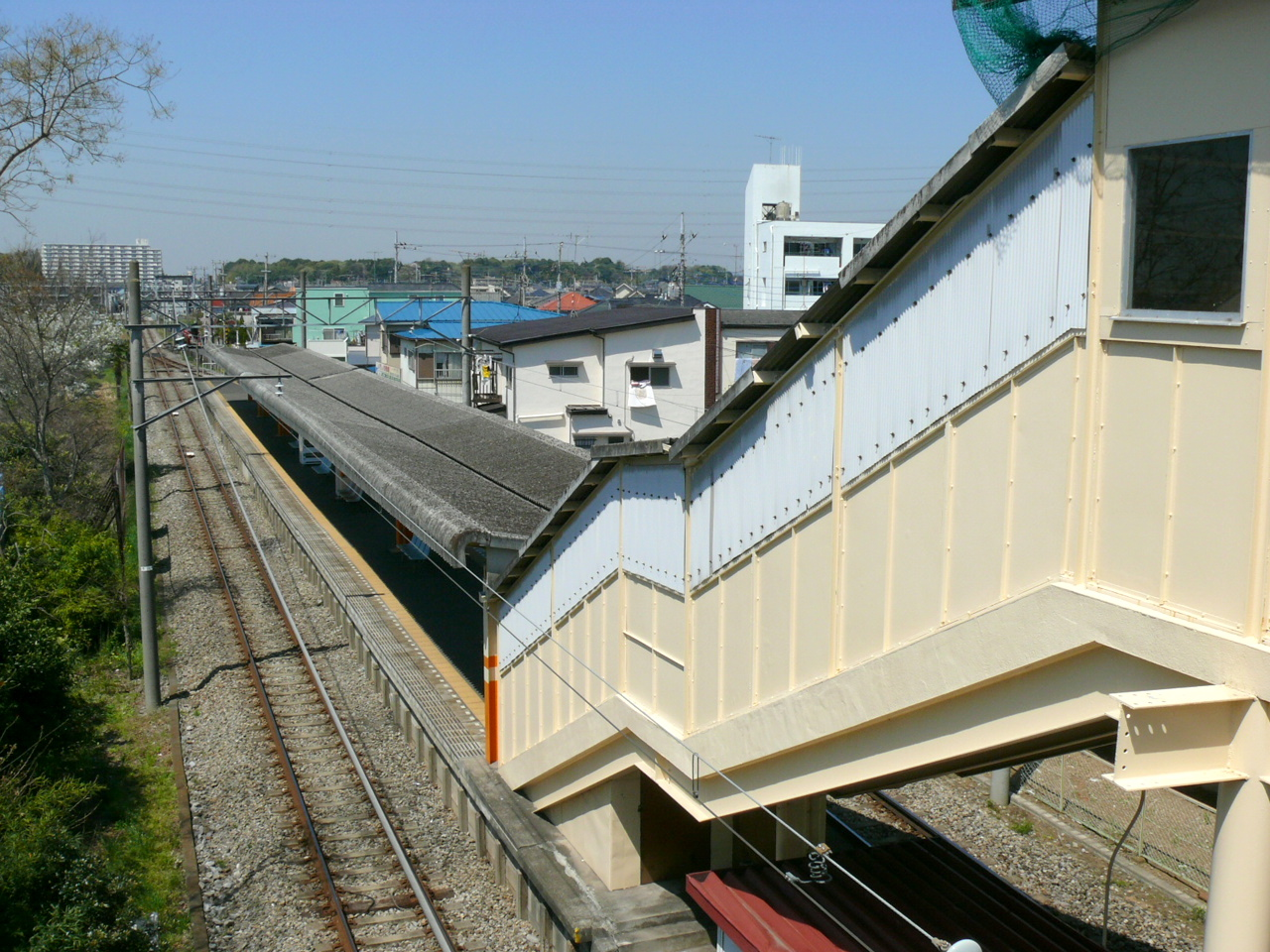
跨線橋より流山方面（2007年11月）
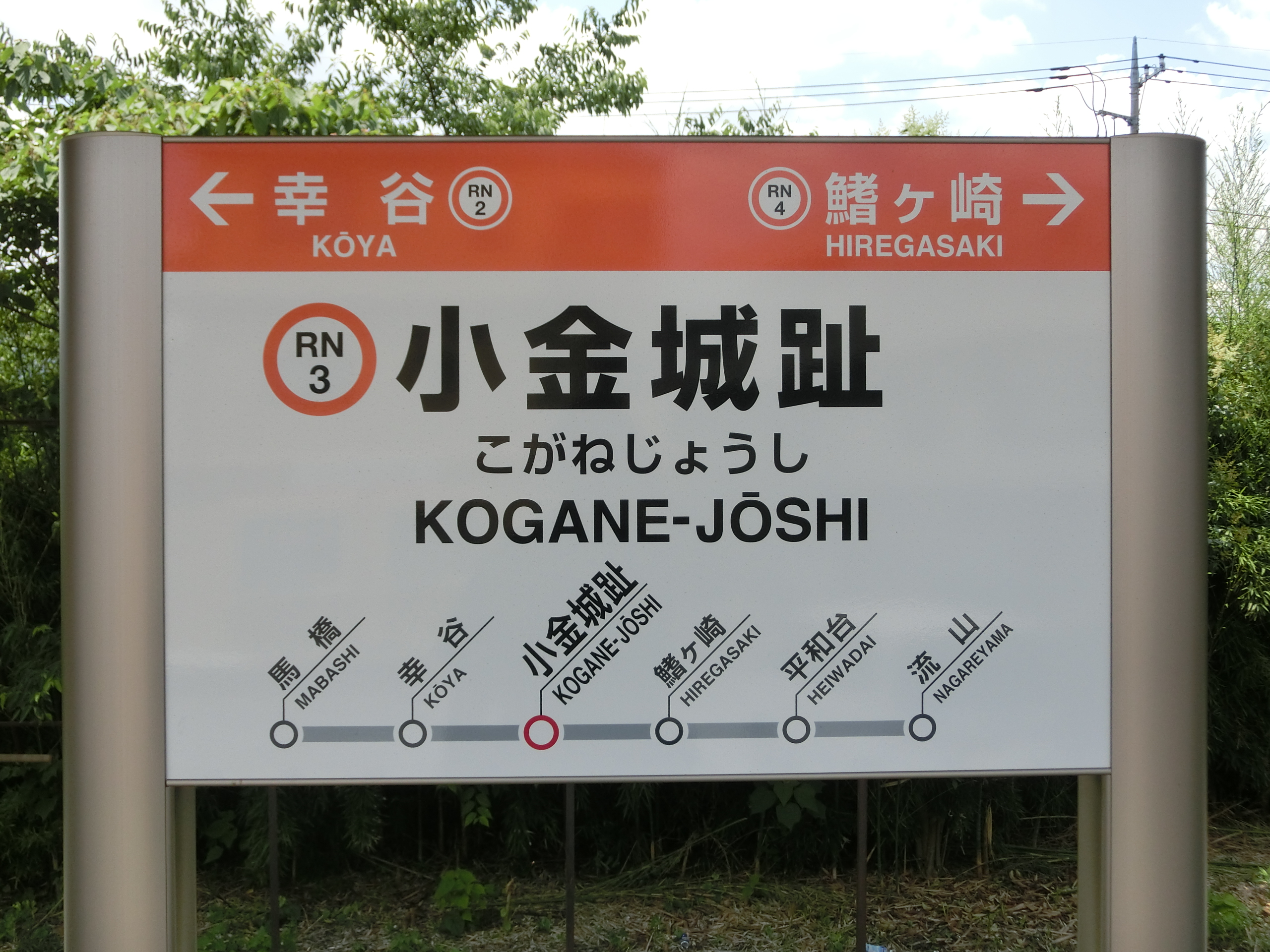
駅名標（2020年6月）
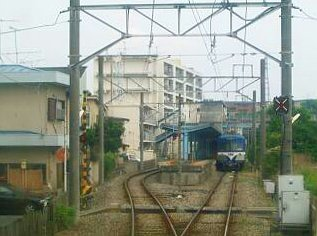
列車交換設備（2003年6月）

## 利用状況
松戸市統計書によると、2021年（令和3年）度の一日平均乗降人員は、1,499人である。
近年の1日平均乗車人員は下記の通り。
| 年度   | 1日平均 乗車人員 |
| ------ | ---------------- |
| 1990年 | 954              |
| 1991年 | 979              |
| 1992年 | 1,013            |
| 1993年 | 1,064            |
| 1994年 | 1,023            |
| 1995年 | 973              |
| 1996年 | 937              |
| 1997年 | 922              |
| 1998年 | 921              |
| 1999年 | 902              |
| 2000年 | 928              |
| 2001年 | 949              |
| 2002年 | 961              |
| 2003年 | 914              |
| 2004年 | 908              |
| 2005年 | 915              |
| 2006年 | 914              |
| 2007年 | 884              |
| 2008年 | 870              |
| 2009年 | 829              |
| 2010年 | 824              |
| 2011年 | 779              |
| 2012年 | 764              |
| 2013年 | 752              |
| 2014年 | 759              |
| 2015年 | 737              |
| 2016年 | 796              |
| 2017年 | 838              |
| 2018年 | 879              |
| 2019年 | 884              |
| 2020年 | 696              |

## 駅周辺

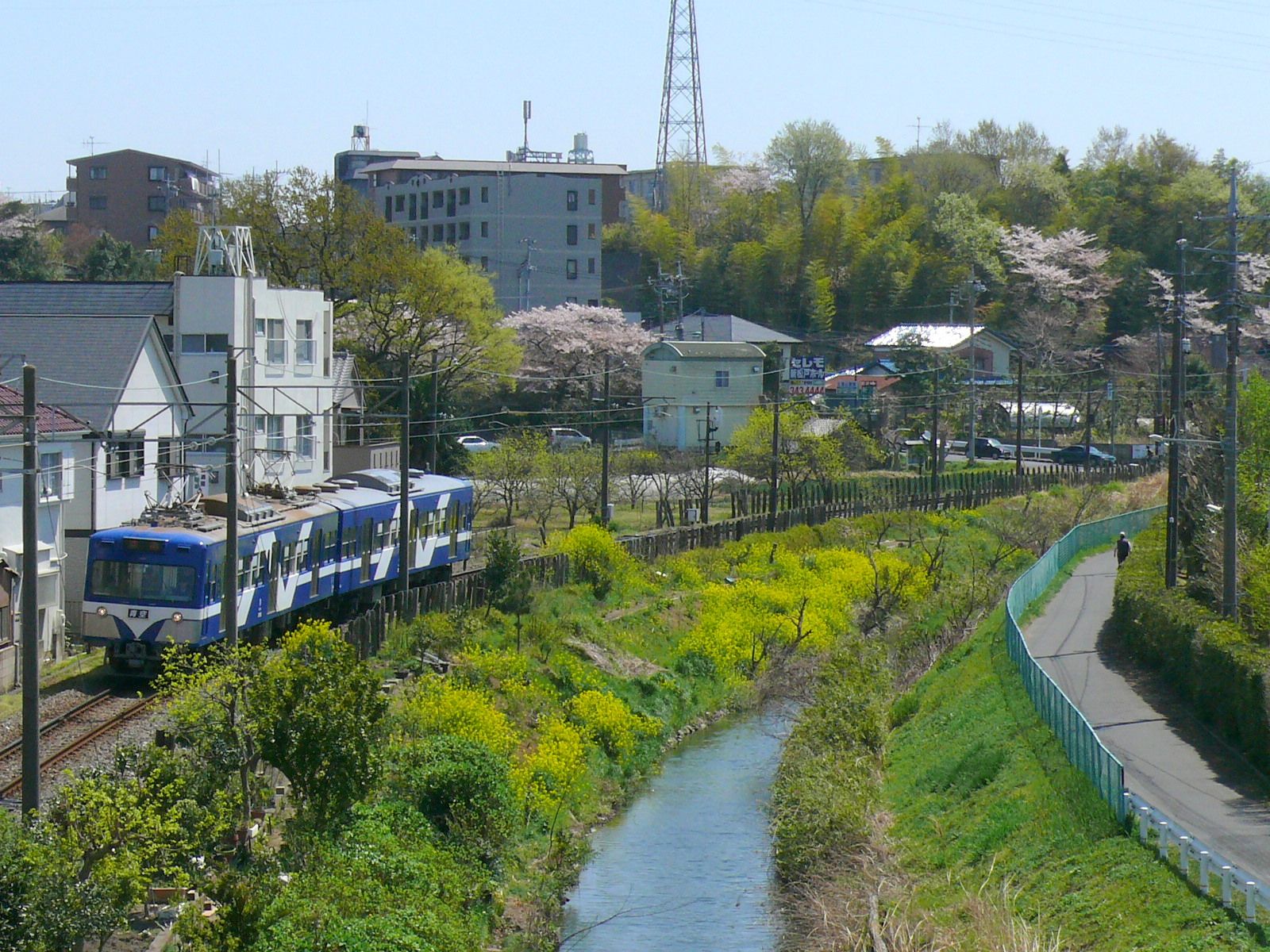
駅南側の新坂川沿いを走る電車（2009年4月）※奥は馬橋方面

駅前は閑静な住宅街が広がり、一部畑などもある。駅南側に千葉県道280号白井流山線が走り、南西側出入口は、新坂川を跨いだ向こうに出られる歩道橋にのみ接続し、歩道橋の地上口前には広場があるが、どちらの出入口とも駅前の大半が住宅街となっている。

### 大金平方面（北東側）
大金平方面の出口は6階建ての大金平県営住宅に接続していた。解体後は現駅舎に階段が直接接続される構造になった。
- 松戸市大金平消防署
- 松戸市立小金北小学校
- 松戸市立殿平賀小学校 - 徒歩約11分、最寄駅は北小金駅
- 松戸大金平郵便局
- 亀有信用金庫 松戸支店
- 小金タクシー本社 - 京成グループ小金交通とは別会社
- SYSテニスクラブ
- 大谷口歴史公園（小金城趾）
- 大勝院
- 平戸弁天

### 横須賀方面（南西側）
- 国土交通省新坂川機場

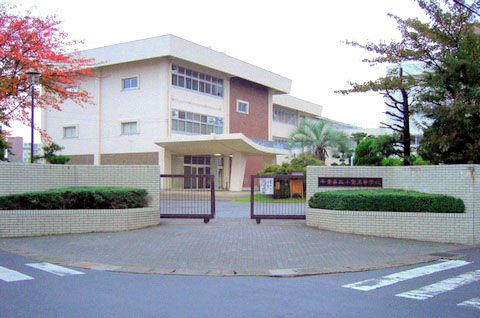
千葉県立小金高等学校

- 千葉愛友会記念病院 - 流山市側（鰭ヶ崎方向）にあるが、当駅の方が若干近い。
- 千葉県立小金高等学校
- 松戸市立小金中学校
- 松戸市立横須賀小学校
- とうかつ中央農業協同組合（JAとうかつ中央）協力の店 - 地元産農産物（旧千葉小金農業協同組合（旧JA千葉小金））
- アコレ 新松戸北1丁目店（2024年9月より、ビッグ・エーに変わった）
- スーパークランデール 新松戸店
- CoCo壱番屋 新松戸店

## バス路線
京成バス千葉ウエスト幸田線（こうでせん、北小金駅 - 幸田方面）のバス停留所「小金城趾駅入口」が北東約400メートル（徒歩約5分）の場所に位置する。ただし、駅から離れていることや流山線と同じくJR常磐線のフィーダー路線であり、乗り換えで得られるメリットが小さいため乗り換え利用はほぼ見られない。

## その他
当駅 - 幸谷駅の中間辺りに警報機・遮断機のない踏切があるため、電車が通過する際は必ず警笛を鳴らし、その音がホームから聞こえることもある。

## 隣の駅
流鉄
 流山線
幸谷駅 (RN2) - 小金城趾駅 (RN3) - 鰭ヶ崎駅 (RN4)